# Venezuelenii din Paraguay
Venezuelenii din Paraguay sunt constituiți din migranți venezueleni și descendenții acestora stabiliți în Paraguay.
Paraguay este o țară din America de Sud și este considerată o țară de tranzit, deoarece majoritatea imigranților venezueleni migrează în Brazilia, Argentina sau Uruguay.
Dintre țările din America de Sud, Paraguay are cel mai mic număr de migranți din Venezuela. Către sfârșitul anului 2019, numărul oficial al acestora era de 3.818 de persoane.